# Audulla chelifera
Audulla chelifera är en kräftdjursart som beskrevs av Édouard Chevreux 1901. Audulla chelifera ingår i släktet Audulla och familjen Isaeidae. Inga underarter finns listade i Catalogue of Life.